# Цзянцзыцуй (станция метро)
«Цзянцзыцуй» (англ. Jiangzicui; кит. 江子翠) — станция линии Баньнань Тайбэйского метрополитена, открытая 31 августа 2000 года. Расположена между станциями «Храм Луншань» и «Синьпу». Находится на территории районаБаньцяо города Новый Тайбэй.

## Техническая характеристика
«Цзянцзыцуй» — колонная двухпролётная станция с островной платформой. На станции есть шесть выходов, оснащённых эскалаторами. Один выход также оснащён лифтом для пожилых людей и инвалидов.  9 ноября 2016 года на станции были установлены автоматические платформенные ворота.